# Alexander Lund Hansen
Alexander Lund Hansen (født 6. oktober 1982) er en norsk tidligere fodboldspiller, der spillede som målmand.

## Karriere

### Rosenborg
Han kom til Rosenborg fra Nardo i 2001. I dele af 2004 og 2005 var han udlånt til Fredrikstad, hvor han spillede 19 kampe. Han spillede i seks kampe for Rosenborg i Royal League i slutningen af 2006, hvor Rosenborg fik kun ét point. Han fik sin liga-debut for Rosenborg mod Viking i en 1-0 sejr den 23. juli 2008.

### Odense Boldklub
Den 13. november 2009 underskrev han en kontrakt med Odense og startede i klubben den 1. januar 2010..

## IK Start
Lund Hansen forlod OB i 2011 og rejste tilbage til Norge hvor han skrev kontrakt med IK Start.

## Ekstern henvisninger
- Alexander Lund Hansens spillerprofil hos Norges fodboldforbund (norsk)
- Alexander Lund Hansens spillerprofil på Transfermarkt (engelsk)
- Alexander Lund Hansens profil hos FootballDatabase.eu (engelsk)
- Alexander Lund Hansens spillerprofil på Soccerway (engelsk)
- Alexander Lund Hansens profil hos as.com (spansk)